# 布赖恩·麦基弗
布赖恩·麦基弗（英語：Brian McKeever，1979年6月18日—），加拿大残疾人越野滑雪运动员和冬季两项运动员。在2018年冬季残奥会上获得他的第14枚奖牌后，他成为加拿大获得奖牌最多的冬残奥会运动员。职业生涯总共获得15枚金牌和17枚奖牌，这也使他成为有史以来获得奖牌最多的残奥会越野滑雪运动员。

## 个人经历
麦基弗三岁开始滑雪，十三岁开始参加比赛。19岁时，由于斯塔加特黄斑变性，他开始失去视力。在2002年和2006年冬季残奥会上，他参加了越野滑雪和冬季两项比赛。他在第一次的越野滑雪中获得了两枚金牌和一枚银牌，在冬季两项中获得了铜牌，并在第二次在越野滑雪中获得了两枚金牌和一枚银牌。由于他在2006年奥运会上的表现，麦基弗在残奥会体育奖中被评为最佳男子运动员。
2010年，他成为第一位同时入选冬残奥会和奥运代表队的加拿大运动员。在2010年冬奥会上，他将参加男子50公里越野赛，但加拿大教练决定用一名在2010年冬奥会上表现出色的滑雪运动员代替他，因此他没有成为第一位同年参加冬残奥会和冬奥会的运动员。
在2010年冬残奥会上，麦基弗获得了三枚越野滑雪金牌。
麦基弗在2014年索契冬季残奥会上再次获得了这三枚金牌，第二次横扫男子越野滑雪视觉障碍个人项目。
在韩国平昌举行的2018年冬季残奥会上，麦基弗在男子20公里越野滑雪自由项目中获得金牌，这是他职业生涯中的第14枚金牌，超越拉娜·斯普雷曼成为加拿大冬季残奥会获奖最多的选手。麦基弗又获得了两枚个人金牌和一枚团体接力铜牌，这是他第三次横扫三枚金牌，职业生涯总共获得了13枚金牌和17枚奖牌，这使他也成为有史以来获得奖牌最多的残奥会越野滑雪运动员。
在中国北京举行的2022年冬季残奥会上，他在男子长距离和男子短距离以及男子中距离项目上再次包揽全部金牌。

## 奖项和荣誉
2011年，麦基弗与他的兄弟罗宾一起入选加拿大残疾人名人堂。
他是2018年冬季残奥会开幕式上的加拿大旗手，他在那里参加了他的第五次冬季残奥会。